# Championnat de France des rallyes 1971
Navigation
Édition précédente Édition suivante
Le championnat de France des rallyes 1971 fut remporté par Jean-Pierre Nicolas sur une Alpine A110, devant Bernard Fiorentino, sur une Simca CG proto MC 2.2L coupé. Sixième au classement absolu, Marie-Claude Beaumont remporte le titre féminin. Le Critérium National des Rallyes est attribué à Roland Fiat.
Durant cette saison 76 épreuves sont au championnat avec des coefficients de 1 à 12, de très nombreux rallyes à faible coefficient sont comptabilisés (12 de coeff. 2, et 24 de coeff.1),.

## Principales épreuves, et vainqueurs
(ci-dessous celles de coeff. supérieur ou égal à 3)
- 1 - Rallye des Routes du Nord (5-7 février): Bernard Fiorentino, copilote Maurice Gélin, sur Simca CG proto MC coupé;
- 2 - Rallye Neige et Glace (27-28 février): Bernard Fiorentino, copilote Maurice Gélin, sur Simca (Chrysler) CG proto MC coupé 2.2 à moteur central Matra du Groupe 5;
- 3 - Rallye Lyon-Charbonnières-Stuttgart-Solitude (5-7 mars): Jean-Pierre Nicolas, copilote Michel Vial, sur Alpine A110 1800;
- 4 - Critérium de Touraine (4-5 avril): Bernard Fiorentino, copilote Maurice Gélin, sur Simca CG proto MC 2.2L. Coupé (du Gr.5);
- 5 - Tour de l'Aisne (24-25 avril): Bernard Darniche, copilote Robertet, sur Alpine A110 1800;
- 6 - Critérium Alpin Jean Behra (8-9 mai): Jacques Henry, copilote Bernard-Etienne Grobot, sur Alpine A110 1600 S;
- 7 - Rallye de Picardie (8-9 mai): Damien Lepoutre, copilote Dominique Dufossé, sur Alpine A110 1600 S;
- 8 - Rallye Vercors-Vivarais (16-17 mai): Bernard Fiorentino, copilote Maurice Gélin, sur Simca CG proto MC coupé (2e Jacques Henry);
- (9 - Rallye de Lorraine (22-23 mai): annulé);
- 9 - Coupe des Alpes (21-26 juin): Bernard Darniche, copilote Alain Mahé, sur Alpine A110 1600 S;
- 10 - Rallye du Mont-Blanc (3-4 juillet): Bernard Fiorentino, copilote Maurice Gélin, sur Simca CG proto MC coupé (2e Bernard Darniche, 3e Jean-Pierre Nicolas);
- 11 - Ronde Cévenole (4-5 septembre): Bernard Fiorentino, copilote Maurice Gélin, sur Simca CG proto MC spider (épreuve dont il détient toujours le record absolu de la montée);
- 12 - Rallye Bayonne-Côte basque (16-17 octobre): Bernard Darniche, copilote Alain Mahé, sur Alpine A110 1800;
- 13 - Critérium des Cévennes (27-28 novembre): Bernard Darniche, copilote Alain Mahé, sur Alpine A110 1800 proto;
- 14 - Rallye du Var (4-5 décembre): Bernard Darniche, copilote Alain Mahé, sur Alpine A110 1860  Gr.5.

## Autres épreuves françaises de renom
(ERC, ou coeff.2)
- Rallye de l'Ouest (20-21 mars): Bernard Fiorentino, copilote Maurice Gélin, sur Simca CG proto MC coupé;
- Rallye d'Antibes (4-6 juin): Jean-Pierre Nicolas, copilote Christine Rouff, sur Alpine A110;
- Rallye du Touquet (13-14 juin): Joseph Bourdon, copilote Jean-Claude Belly sur Alpine A110 1600 S;
- Tour de France automobile (20-30 août, ERC): Gérard Larrousse, copilote Johnny Rives, sur Matra 650;
- Rallye de Franche-Comté (9-10 octobre): Jacques Henry, copilote Bernard-Étienne Grobot, sur Alpine A 110 1600 S;
- Rallye Pétrole-Provence (20-21 novembre): Jean-Pierre Nicolas, copilote Claude Roure, sur Alpine A110.

## Épreuve étrangère comptabilisée en CFR
- Rallye de Genève: Jean-Pierre Nicolas, copilote Jean Todt, sur Alpine A110 1600S (dernière édition)[5].

## Classement du championnat
| Place | Pilote                | Voiture                               | Points | Copilote habituel      |
| 1er   | Jean-Pierre Nicolas   | Alpine A110                           | 639    | Michel Vial            |
| 2e    | Bernard Fiorentino    | Simca CG Proto MC                     | 538    | Maurice Gélin          |
| 3e    | Jacques Henry         | Alpine A110                           | 478    | Bernard-Étienne Grobot |
| 4e    | Bernard Darniche      | Alpine A110 & Renault 12 Gordini      | 457    | Alain Mahé             |
| 5e    | Henry Greder          | Opel Commodore& Opel Ascona           | 437    | André Vigneron         |
| 6e    | Marie-Claude Beaumont | Opel Commodore, Opel GT & Opel Ascona | 384    | Christine Giganot      |
| 7e    | Jean-François Piot    | Ford Escort TC                        | 371    | Jim Porter             |
| 8e    | Guy Chasseuil         | Porsche 911 S                         | 310    | Christian Baron        |
| 9e    | Jean-Louis Clarr      | Opel Kadett                           | 281    | Jean-Louis Wattequant  |
| 10e   | Jean Ragnotti         | Opel Kadett                           | 249    | Pierre Thimonier       |